# Дискографія Карлі Рей Джепсен
Канадська співачка і авторка пісень Карлі Рей Джепсен випустила три студійні альбоми, дві збірки, три міні-альбоми, 18 синглів і шістнадцять музичних кліпів. 2007 року вона посіла третє місце в п'ятому сезоні серії талантів Canadian Idol. Згодом вона підписала контракт з Fontana та MapleMusic.
Tug of War — дебютний альбом виконавиці. Вийшов у вересні 2008 року. Два сингли з альбому потрапили у Топ 40 Canadian Hot 100. Другий альбом Kiss вийшов у вересні 2012 року. «Call Me Maybe» — провідний сингл, досяг міжнародного успіху, посівши перше місце в Канаді, Австралії, Великій Британії та США, серед інших. У тому ж році Карлі спільно з Owl City випустила сингл «Good Time». Він очолив чарти в Канаді, Новій Зеландії та потрапив в першу десятку в декількох інших країнах, включаючи Австралію, Ірландію, Велику Британію і Сполучені Штати.
Третій альбом співачки Emotion вийшов в 2015 році, під впливом пісень 1980-х років. Його головний сингл — «I Really Like You» досяг четвертого місця в чартах Канади та зайняв перші п'ять позицій в Японії та Великій Британії. Другий сингл — «Run Away with Me» вийшов у липні.

## Альбоми

### Студійні альбоми
| Назва                                                                            | Деталі | Найвищі позиції в чартах | Найвищі позиції в чартах | Найвищі позиції в чартах | Найвищі позиції в чартах | Найвищі позиції в чартах | Найвищі позиції в чартах | Найвищі позиції в чартах | Найвищі позиції в чартах | Найвищі позиції в чартах | Найвищі позиції в чартах | Продажі                          | Сертифікації                                              |
| Назва                                                                            | Деталі | CAN                      | AUS                      | BEL (FL)                 | GER                      | JPN                      | NZ                       | SPA                      | SWI                      | UK                       | US                       | Продажі                          | Сертифікації                                              |
| -------------------------------------------------------------------------------- | --- | ------------------------ | ------------------------ | ------------------------ | ------------------------ | ------------------------ | ------------------------ | ------------------------ | ------------------------ | ------------------------ | ------------------------ | -------------------------------- | --------------------------------------------------------- |
| Tug of War                                                                       | - Дата виходу: 29 вересня 2008 - Лейбл: Fontana, MapleMusic - Формат: CD, LP, цифрова дистрибуція                    | —                        | —                        | —                        | —                        | —                        | —                        | —                        | —                        | —                        | —                        | - Канада: 10,000                 |                                                           |
| Kiss                                                                             | - Дата виходу: 18 вересня 2012 - Лейбл: 604, Schoolboy, Interscope - Формат: CD, LP, цифрова дистрибуція             | 5                        | 8                        | 15                       | 22                       | 4                        | 6                        | 20                       | 18                       | 9                        | 6                        | - Японія: 242,000 - США: 300,000 | - MC: Золото - ARIA: Золото - BPI: Срібло - RIAJ: Платина |
| Emotion                                                                          | - Дата виходу: 24 червня 2015 - Лейбл: 604, Schoolboy, Interscope - Формат: CD, LP, цифрова дистрибуція              | 8                        | 37                       | 59                       | 73                       | 8                        | 35                       | 45                       | 93                       | 21                       | 16                       | - США: 36,000                    | - RIAJ: Gold                                              |
| Dedicated                                                                        | - Реліз: 17 травня 2019 - Лейбл: 604, Schoolboy, Interscope - Формат: CD, касета, цифрове завантаження, LP, стриминг | 16                       | 33                       | —                        | —                        | 32                       | 40                       | —                        | 71                       | 26                       | 18                       | - США: 13,000                    |                                                           |
| Dedicated Side B                                                                 | - Реліз: 21 травня 2020 - Лейбл: 604, Schoolboy, Interscope - Формат: CD, касета, цифрове завантаження, LP, стриминг | 58                       | —                        | —                        | —                        | 60                       | —                        | —                        | —                        | 42                       | —                        |                                  |                                                           |
| The Loneliest Time                                                               | - Реліз: 21 жовтня 2022 - Лейбл: 604, Schoolboy, Interscope - Формат: LP, CD, касета, цифрове завантаження, стриминг | 18                       | 62                       | 180                      | —                        | 52                       | 37                       | 94                       | —                        | 16                       | 19                       |                                  |                                                           |
| The Loveliest Time                                                               | - Реліз: 28 липня 2023 - Лейбл: 604, Schoolboy, Interscope - Формат: CD, цифрове завантаження, стриминг              | —                        | —                        | —                        | —                        | —                        | —                        | —                        | —                        | —                        | —                        |                                  |                                                           |
| »—" релізи, що не потрапили у чарти або не були випущені у відповідних регіонах. | |                          |                          |                          |                          |                          |                          |                          |                          |                          |                          |                                  |                                                           |

### Музичні збірки
| Назва             | Деталі альбому                                                                                  | Найвища позиція |
| Назва             | Деталі альбому                                                                                  | JPN             |
| ----------------- | ----------------------------------------------------------------------------------------------- | --------------- |
| Kiss: The Remix   | - Дата виходу: 12 червня 2013 - Лейбл: Schoolboy, Interscope - Формат: CD, цифрова дистрибуція  | 157             |
| Emotion Remixed + | - Дата виходу: 18 березня 2016 - Лейбл: Schoolboy, Interscope - Формат: CD, цифрова дистрибуція | —               |

### Альбоми саундтреків
| Назва                                          | Деталі                                                                                      | Найвищі позиції в чартах | Найвищі позиції в чартах | Найвищі позиції в чартах | Продажі      |
| Назва                                          | Деталі                                                                                      | Австралія                | США                      | США (чарт саундтреків)   | Продажі      |
| ---------------------------------------------- | ------------------------------------------------------------------------------------------- | ------------------------ | ------------------------ | ------------------------ | ------------ |
| Grease: Live — Music from the Television Event | - Дата виходу: 31 січня 2016 - Лейбл: Paramount Pictures - Формат: CD, цифрове завантаження | 85                       | 37                       | 1                        | - US: 13,000 |

### Мініальбоми
| Dear You                                                                         | - Реліз: 2004 - Лейбл: незалежний реліз - Формат: CD                                               | —  | —  | —  | — | —   | —  |              |
| Curiosity                                                                        | - Реліз: 14 лютого 2012 - Лейбл: 604 - Формат: CD, цифрове завантаження                            | 6  | —  | —  | — | —   | —  |              |
| Emotion: Side B                                                                  | - Реліз: 26 серпня 2016 - Лейбл: 604, Schoolboy, Interscope - Формат: CD, LP, цифрове завантаження | 55 | 74 | 37 | 8 | 182 | 62 | - США: 7,000 |
| Spotify Singles                                                                  | - Реліз: 2 жовтня 2019 - Лейбл: 604, Schoolboy, Interscope - Формат: стриминг                      | —  | —  | —  | — | —   | —  |              |
| »—" релізи, що не потрапили у чарти або не були випущені у відповідних регіонах. | |    |    |    |   |     |    |              |

## Сингли

### Як головна виконавиця
| Назва                                                                            | Рік  | Найвищі позиції у чартах | Найвищі позиції у чартах | Найвищі позиції у чартах | Найвищі позиції у чартах | Найвищі позиції у чартах | Найвищі позиції у чартах | Найвищі позиції у чартах | Найвищі позиції у чартах | Найвищі позиції у чартах | Найвищі позиції у чартах | Сертифікації | Альбом               |
| Назва                                                                            | Рік  | CAN                      | AUS                      | BEL                      | DEN                      | FRA                      | IRE                      | JPN                      | NZ                       | UK                       | US                       | Сертифікації | Альбом               |
| -------------------------------------------------------------------------------- | ---- | ------------------------ | ------------------------ | ------------------------ | ------------------------ | ------------------------ | ------------------------ | ------------------------ | ------------------------ | ------------------------ | ------------------------ | --- | -------------------- |
| »Sunshine on My Shoulders"                                                       | 2008 | —                        | —                        | —                        | —                        | —                        | —                        | —                        | —                        | —                        | —                        | | Tug of War           |
| «Tug of War»                                                                     | 2008 | 36                       | —                        | —                        | —                        | —                        | —                        | —                        | —                        | —                        | —                        | - MC: Gold | Tug of War           |
| «Bucket»                                                                         | 2009 | 32                       | —                        | —                        | —                        | —                        | —                        | —                        | —                        | —                        | —                        | - MC: Gold | Tug of War           |
| «Sour Candy» (featuring Josh Ramsay)                                             | 2009 | —                        | —                        | —                        | —                        | —                        | —                        | —                        | —                        | —                        | —                        | | Tug of War           |
| «Call Me Maybe»                                                                  | 2011 | 1                        | 1                        | 2                        | 1                        | 1                        | 1                        | 3                        | 1                        | 1                        | 1                        | - MC: Diamond - ARIA: 15× Platinum - BEA: Platinum - BPI: 4× Platinum - BVMI: 5× Gold - IFPI DEN: 4× Platinum - RIAA: Diamond - RIAJ: Million - RMNZ: 3× Platinum | Curiosity та Kiss    |
| «Curiosity»                                                                      | 2012 | 18                       | —                        | —                        | —                        | —                        | —                        | —                        | —                        | —                        | —                        | - MC: Gold | Curiosity            |
| «Good Time» (with Owl City)                                                      | 2012 | 1                        | 5                        | 6                        | 17                       | 4                        | 6                        | 2                        | 1                        | 5                        | 8                        | - ARIA: 4× Platinum - BEA: Gold - BPI: Platinum - BVMI: Gold - IFPI DEN: 2× Platinum - RIAA: 2× Platinum - RIAJ: 2× Platinum - RMNZ: 2× Platinum                  | Kiss                 |
| «This Kiss»                                                                      | 2012 | 23                       | —                        | —                        | —                        | 152                      | 64                       | 65                       | 39                       | 166                      | 86                       | | Kiss                 |
| «Almost Said It»                                                                 | 2012 | —                        | —                        | —                        | —                        | —                        | —                        | —                        | —                        | —                        | —                        | | Kiss                 |
| «Tonight I'm Getting Over You» (solo or featuring Nicki Minaj)                   | 2013 | 88                       | 38                       | —                        | 27                       | 82                       | 32                       | —                        | 40                       | 33                       | 90                       | - IFPI DEN: Gold | Kiss                 |
| «Take a Picture»                                                                 | 2013 | —                        | —                        | —                        | —                        | —                        | —                        | —                        | —                        | —                        | —                        | | Сингл без альбому    |
| «I Really Like You»                                                              | 2015 | 14                       | 37                       | 43                       | 7                        | 39                       | 3                        | 4                        | 25                       | 3                        | 39                       | - MC: Gold - ARIA: Platinum - BPI: Platinum - BVMI: Gold - IFPI DEN: Gold - RIAA: Platinum - RIAJ: 2× Platinum                                                    | Emotion              |
| «Run Away with Me»                                                               | 2015 | 83                       | 100                      | —                        | —                        | 164                      | 82                       | —                        | —                        | 58                       | —                        | - BPI: Silver | Emotion              |
| «Your Type»                                                                      | 2015 | —                        | —                        | —                        | —                        | —                        | —                        | —                        | —                        | —                        | —                        | | Emotion              |
| «Last Christmas»                                                                 | 2015 | —                        | —                        | 21                       | —                        | —                        | —                        | —                        | —                        | —                        | —                        | | Сингли поза альбомом |
| «It Takes Two» (with Mike Will Made It and Lil Yachty)                           | 2017 | —                        | —                        | —                        | —                        | —                        | —                        | —                        | —                        | —                        | —                        | | Сингли поза альбомом |
| «Cut to the Feeling»                                                             | 2017 | —                        | —                        | 61                       | —                        | —                        | —                        | 13                       | —                        | —                        | —                        | - BPI: Silver - RIAJ: Gold | Emotion: Side B+     |
| «Party for One»                                                                  | 2018 | 100                      | —                        | —                        | —                        | —                        | 98                       | 68                       | —                        | —                        | —                        | | Dedicated            |
| «Now That I Found You»                                                           | 2019 | —                        | —                        | —                        | —                        | —                        | —                        | 44                       | —                        | —                        | —                        | | Dedicated            |
| «No Drug Like Me»                                                                | 2019 | —                        | —                        | —                        | —                        | —                        | —                        | —                        | —                        | —                        | —                        | | Dedicated            |
| «Julien»                                                                         | 2019 | —                        | —                        | —                        | —                        | —                        | —                        | —                        | —                        | —                        | —                        | | Dedicated            |
| «Too Much»                                                                       | 2019 | —                        | —                        | —                        | —                        | —                        | —                        | —                        | —                        | —                        | —                        | | Dedicated            |
| «OMG» (with Gryffin)                                                             | 2019 | —                        | —                        | —                        | —                        | —                        | —                        | —                        | —                        | —                        | —                        | | Gravity              |
| «Lalala (Remix)» (with Y2K, bbno$, and Enrique Iglesias)                         | 2019 | —                        | —                        | —                        | —                        | —                        | —                        | —                        | —                        | —                        | —                        | | Сингл без альбому    |
| «Let's Be Friends»                                                               | 2020 | —                        | —                        | —                        | —                        | —                        | —                        | —                        | —                        | —                        | —                        | | Dedicated Side B     |
| «It's Not Christmas Till Somebody Cries»                                         | 2020 | —                        | —                        | —                        | —                        | —                        | —                        | —                        | —                        | —                        | —                        | | Сингл без альбому    |
| «Western Wind»                                                                   | 2022 | —                        | —                        | —                        | —                        | —                        | —                        | —                        | —                        | —                        | —                        | | The Loneliest Time   |
| «Move Me» (with Lewis OfMan)                                                     | 2022 | —                        | —                        | —                        | —                        | —                        | —                        | —                        | —                        | —                        | —                        | | Сингл без альбому    |
| «Beach House»                                                                    | 2022 | —                        | —                        | —                        | —                        | —                        | —                        | —                        | —                        | —                        | —                        | | The Loneliest Time   |
| «Talking to Yourself»                                                            | 2022 | —                        | —                        | —                        | —                        | —                        | —                        | —                        | —                        | —                        | —                        | | The Loneliest Time   |
| «The Loneliest Time» (featuring Rufus Wainwright)                                | 2022 | —                        | —                        | —                        | —                        | —                        | —                        | —                        | —                        | —                        | —                        | | The Loneliest Time   |
| «Shy Boy»                                                                        | 2023 | —                        | —                        | —                        | —                        | —                        | —                        | —                        | —                        | —                        | —                        | | The Loveliest Time   |
| «Shadow»                                                                         | 2023 | —                        | —                        | —                        | —                        | —                        | —                        | —                        | —                        | —                        | —                        | | The Loveliest Time   |
| «—» релізи, що не потрапили у чарти або не були випущені у відповідних регіонах. |      |                          |                          |                          |                          |                          |                          |                          |                          |                          |                          | |                      |

### Як запрошена виконавиця
| Назва                                                                   | Рік  | Альбом            |
| ----------------------------------------------------------------------- | ---- | ----------------- |
| «Rest from the Streets» (A Friend in London featuring Carly Rae Jepsen) | 2013 | Unite             |
| «Super Natural» (Danny L Harle featuring Carly Rae Jepsen)              | 2016 | PC Music Volume 2 |
| «Ok on Your Own» (Mxmtoon featuring Carly Rae Jepsen)                   | 2020 | Dusk              |

### Промо-сингли
| Назва                                                                            | Рік  | Пікові позиції у чартах | Альбом                           |
| Назва                                                                            | Рік  | JPN                     | Альбом                           |
| -------------------------------------------------------------------------------- | ---- | ----------------------- | -------------------------------- |
| «Both Sides Now»                                                                 | 2012 | —                       | Curiosity                        |
| «Almost Said It»                                                                 | 2012 | —                       | Kiss                             |
| «Picture»                                                                        | 2013 | —                       | Kiss                             |
| «Part of Your World»                                                             | 2013 | —                       | The Little Mermaid Greatest Hits |
| «All That»                                                                       | 2015 | —                       | Emotion                          |
| «Emotion»                                                                        | 2015 | —                       | Emotion                          |
| «Warm Blood»                                                                     | 2015 | —                       | Emotion                          |
| «Making the Most of the Night»                                                   | 2015 | —                       | Emotion                          |
| «Everywhere You Look»                                                            | 2016 | —                       | Сингл без альбому                |
| «First Time»                                                                     | 2016 | 71                      | Emotion Remixed +                |
| «The Sound» (Live)                                                               | 2019 | —                       | Dedicated                        |
| «—» релізи, що не потрапили у чарти або не були випущені у відповідних регіонах. |      |                         |                                  |

## Інші пісні у чартах
| «Mittens»                                                                        | 2010 | —  | 26 | —  | —  | —   | —  | —  | —  | —  | —  | A 604 Records Christmas                  |
| «Let It Snow»                                                                    | 2011 | —  | 17 | —  | —  | —   | —  | —  | —  | —  | —  | A 604 Records Christmas: The Second Noel |
| «Beautiful» (with Justin Bieber)                                                 | 2012 | 37 | —  | 48 | 37 | 184 | 87 | —  | 68 | 87 | —  | Kiss                                     |
| «This Love Isn't Crazy»                                                          | 2020 | —  | —  | —  | —  | —   | —  | 39 | —  | —  | —  | Dedicated Side B                         |
| «Surrender My Heart»                                                             | 2022 | —  | —  | —  | —  | —   | —  | 33 | —  | —  | —  | The Loneliest Time                       |
| «Kamikaze»                                                                       | 2023 | —  | —  | —  | —  | —   | —  | —  | —  | —  | 40 | The Loveliest Time                       |
| «Kollage»                                                                        | 2023 | —  | —  | —  | —  | —   | —  | 31 | —  | —  | —  | The Loveliest Time                       |
| «Psychedelic Switch»                                                             | 2023 | —  | —  | —  | —  | —   | —  | —  | —  | —  | 29 | The Loveliest Time                       |
| «—» релізи, що не потрапили у чарти або не були випущені у відповідних регіонах. |      |    |    |    |    |     |    |    |    |    |    |                                          |

## Гостьова поява
| Назва                                         | Рік  | Виконавець         | Альбом                                |
| --------------------------------------------- | ---- | ------------------ | ------------------------------------- |
| «Change for You»                              | 2009 | The Midway State   | Holes                                 |
| «Mittens»                                     | 2010 |                    | A 604 Records Christmas               |
| «Let It Snow»                                 | 2011 |                    | 604 Records: The Second Noel          |
| «Where Did We Go?»                            | 2012 | Andrew Allen       | Non-album song                        |
| «Rest from the Streets»                       | 2013 | A Friend in London | Unite                                 |
| «Shadow»                                      | 2015 | Bleachers          | Terrible Thrills, Vol. 2              |
| «Love Me Like That»                           | 2016 | The Knocks         | 55                                    |
| «Love Me Like That» (The Knocks 55.5 VIP Mix) | 2016 | The Knocks         | 55.5                                  |
| «Better Than Me»                              | 2016 | Blood Orange       | Freetown Sound                        |
| «Runaways»                                    | 2017 |                    | Non-album song for the film Ballerina |
| «Hate That You Know Me»                       | 2017 | Bleachers          | Gone Now                              |
| «Shadow»                                      | 2017 | Bleachers          | MTV Unplugged                         |
| «Hate That You Know Me» (with Lorde)          | 2017 | Bleachers          | MTV Unplugged                         |
| «Trouble in the Streets»                      | 2017 | BC Unidos          | Bicycle                               |
| «Backseat»                                    | 2017 | Charli XCX         | Pop 2                                 |

## Авторство у написанні пісень
| Назва пісні                | Рік  | Виконавець       | Альбом              |
| -------------------------- | ---- | ---------------- | ------------------- |
| «Take You Higher»          | 2011 | Matt Webb        | Coda And Jacket     |
| «Love Me, Leave Me Lonely» | 2014 | Me & Mae         | Off the Rails       |
| «When I'm Alone»           | 2015 | f(x)             | 4 Walls             |
| «Kiss Miss Kiss»           | 2016 | Minami Takahashi | Aishitemo Ii desuka |
| «Wildflowers»              | 2019 | Elle Fanning     | Teen Spirit         |
| «Favorite Kind of High»    | 2023 | Kelly Clarkson   | Chemistry           |

## Музичні відео
| Назва                                                      | Рік  | Режисер(и)                             | Прим.   |
| ---------------------------------------------------------- | ---- | -------------------------------------- | ------- |
| «Tug of War»                                               | 2009 | Ben Knetchtel                          | [ 94 ]  |
| «Bucket»                                                   | 2009 | Ben Knetchtel                          | [ 95 ]  |
| «Sour Candy» (featuring Josh Ramsay)                       | 2009 | Ben Knetchtel                          | [ 96 ]  |
| «Call Me Maybe»                                            | 2012 | Ben Knetchtel                          | [ 97 ]  |
| «Curiosity» (Leak)                                         | 2012 | Colin Minihan                          | [ 98 ]  |
| «Good Time» (with Owl City)                                | 2012 | Declan Whitebloom                      | [ 99 ]  |
| «This Kiss»                                                | 2012 | Justin Francis                         | [ 100 ] |
| «Tonight I'm Getting Over You»                             | 2013 | Nathalie Canguilhem                    | [ 101 ] |
| «Part of Your World»                                       | 2013 | Unknown                                | [ 102 ] |
| «I Really Like You»                                        | 2015 | Peter Glanz                            | [ 103 ] |
| «Run Away With Me»                                         | 2015 | David Kalani Larkins                   | [ 104 ] |
| «Your Type»                                                | 2015 | Gia Coppola, David Kalani Larkins      | [ 105 ] |
| «Boy Problems»                                             | 2016 | Petra Collins                          | [ 106 ] |
| «Super Natural» (Danny L Harle featuring Carly Rae Jepsen) | 2016 | Bradley Bell, Pablo Soler              | [ 107 ] |
| «It Takes Two» (with Mike Will Made It and Lil Yachty)     | 2017 | Roman Coppola                          | [ 108 ] |
| «Cut to the Feeling»                                       | 2017 | Gia Coppola                            | [ 109 ] |
| «Party for One»                                            | 2018 | Bardia Zeinali                         | [ 110 ] |
| «Now That I Found You»                                     | 2019 | Carlos Lopez Estrada, Nelson de Castro | [ 111 ] |
| «Too Much»                                                 | 2019 | Amy Davis, Matty Peacock               | [ 112 ] |
| «Want You in My Room»                                      | 2019 | Andrew Donoho                          | [ 113 ] |
| «OMG» (with Gryffin)                                       | 2019 | Ani Acopian                            | [ 114 ] |
| «Me and the Boys in the Band»                              | 2020 | Jake Chamseddine                       | [ 115 ] |
| «It's Not Christmas Till Somebody Cries»                   | 2020 | Josh Forbes                            | [ 116 ] |
| «Western Wind»                                             | 2022 | Taylor Fauntleroy                      | [ 117 ] |
| «Beach House»                                              | 2022 | Taylor Fauntleroy                      | [ 118 ] |
| «The Loneliest Time» (featuring Rufus Wainwright)          | 2022 | Brantley Gutierrez                     | [ 119 ] |
| «Surrender My Heart»                                       | 2022 | Brantley Gutierrez                     | [ 120 ] |

## Нотатки
1. ↑  Продажі альбому Tug of War у Канаді наведені станом на червень 2012[16].
2. ↑  Продажі альбому Kiss в Японії наведені станом на грудень 2013[17].
3. ↑  Продажі альбому Kiss в США наведені станом на серпень 2015[18].
4. ↑  Альбом Dedicated Side B не потрапив у US Billboard 200, але посів 22 місце у чарті Top Album Sales[26].
5. ↑  Альбом The Loneliest Time не потрапив у German Albums Chart, але посів 39 місце у чарті German Digital Albums[28].
6. ↑  Альбом The Loveliest Time не потрапив у German Albums Chart, але посів 63 місце у чарті German Digital Albums[30].
7. ↑  Альбом The Loveliest Time не потрапив у UK Albums Chart, але посів 20 місце у чарті UK Album Downloads[31].
8. ↑  Альбом The Loveliest Time не потрапив у US Billboard 200, але посів 72 місце у чарт Top Current Album Sales[32].
9. ↑  Сингл «Sunshine on My Shoulders» не потрапив у Billboard Canadian Hot 100, але посів 21 місце у чарті Canada Emerging Artists[45].
10. ↑  Сингл «Sour Candy» не потрапив у Billboard Canadian Hot 100, але посів 19 місце у чарті Canada Emerging Artists[45].
11. ↑  Також вийшов на альбомі on Owl City The Midsummer Station.
12. ↑  Сингл «This Kiss» не потрапив у чарт Ultratop 50, але посів 1 місце у чарті Ultratip Flanders[8].
13. ↑  Сингл «Almost Said It» вийшов у Канаді як цифровий сингл разом з музичним відео на пісню «Call Me Maybe»[59].
14. ↑  Сингл «Tonight I'm Getting Over You» не потрапив у чарт Ultratop 50, але посів 6 місце у чартах Ultratip Flanders та Wallonia[8].
15. ↑  Сингл «Your Type» не потрапив у чарт Billboard Canadian Hot 100, але посів 33 місце у чарті Canada All-Format Airplay[65].
16. ↑  Сингл «Cut to the Feeling» не потрапив у чарт Billboard Canadian Hot 100, але посів 33 місце у чарті Canadian Digital Song Sales[66].
17. ↑  Сингл «Cut to the Feeling» не потрапив у чарт US Billboard Hot 100, але посів 44 місце у чарті Digital Song Sales
18. ↑  Сингл «Party for One» не потрапив у Top 100 Singles Chart, але посів 48 місце у 
ARIA Digital Track Chart[68].
19. ↑  Сингл «Party for One» не потрапив у NZ Top 40 Singles Chart, але посів 19 місце у NZ Hot Singles Chart[69].
20. ↑  Сингл «OMG» не потрапив у NZ Top 40 Singles Chart, але посів 19 місце у NZ Hot Singles Chart[70].
21. ↑  Сингл «Let's Be Friends» вийшов тільки на японському виданні Dedicated Side B.
22. ↑  Сингл «Western Wind» не потрапив у чарт Billboard Japan Hot 100, але посів 11 місце у чарті Billboard Japan Hot Overseas Songs[73].
23. ↑  Сингл «Beach House» не потрапив у чарт Billboard Japan Hot 100, але посів 11 місце у чарті Billboard Japan Hot Overseas Songs[74].
24. ↑  Сингл «Talking to Yourself» не потрапив у чарт Billboard Japan Hot 100, але посів 8 місце у чарті Billboard Japan Hot Overseas Songs[75].
25. ↑  Сингл «The Loneliest Time» не потрапив у чарт Billboard Japan Hot 100, але посів 16 місце у чарті Billboard Japan Hot Overseas Songs[76].
26. ↑  Сингл «Shy Boy» не потрапив у чарт Billboard Japan Hot 100, але посів 5 місце учарті Billboard Japan Hot Overseas Songs[78].